# 亞霍廷

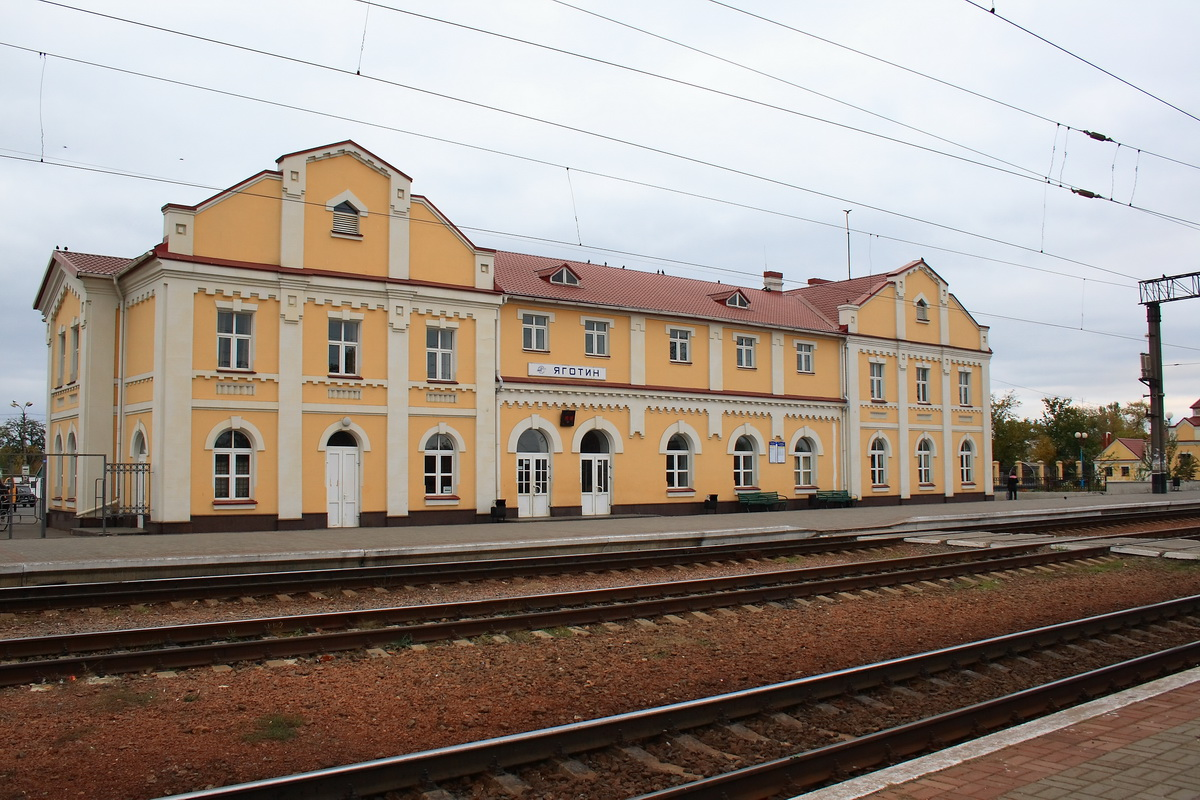
火车站

亞霍廷（羅馬化：Yahotyn），又按俄语读音译为亞戈京（羅馬化：Yagotin），是烏克蘭基輔州鲍里斯皮尔区亚霍廷市镇内的城市及其行政中心。位於該國北部第聶伯低地，距離首都基輔115公里，始建於1552年，面積57.5平方公里，2011年人口20,569。

## 外部連結
- 官方网站 （乌克兰語）
- Church "House of Prayer" in Yahotyn （页面存档备份，存于）